# 22 a.C.
Il 22 a.C. (XXII a.C. in numeri romani) è un anno  del I secolo a.C.

## Eventi
- 1º settembre - Inaugurazione del tempio di Giove Tonante alle pendici del Campidoglio, a Roma.

## Morti
- Lucio Licinio Varrone Murena, politico romano
- Lucio Licinio Murena, politico romano (n. 105 a.C.)